# Newfoundland and Labrador Route 516
Newfoundland and Labrador Route 516, afgekort Route 516 of NL-516, is een 94 km lange provinciale weg van de Canadese provincie Newfoundland en Labrador. De weg bevindt zich in het oosten van de regio Labrador en fungeert als enige toegangsweg van de kustgemeente Cartwright. 

## Traject
Route 516 begint diep in het beboste binnenland van Labrador als een aftakking van de Trans-Labrador Highway (Route 510) bij een splitsing die bekendstaat als Cartwright Junction. De weg gaat daarna 34 km onafgebroken in noordelijke richting totdat hij de rechteroever van de Paradise River bereikt. De baan volgt die rivier dan gedurende 16 km in noordoostelijke richting tot daar waar hij wegdraait en Southwest Brook erin uitmondt. Aldaar bevindt zich een weg die naar het gehucht Paradise River leidt.
Eens de weg naar Paradise River gepasseerd gaat Route 516 ruim 33 km verder in noordelijke à noordoostelijke richting tot aan de splitsing met White Hills Road ter hoogte van het spookdorp Muddy Bay. De provinciebaan gaat nog 10 km verder noordwaarts om uiteindelijk te eindigen in het dorpscentrum van Cartwright.